# Provincia de Tshopo
Tshopo es una de las veintiséis provincias de la República Democrática del Congo, creada de acuerdo con la Constitución de 2005. Debe su nombre al río Tshopo, ubicado al noreste del país.

## Divisiones administrativas

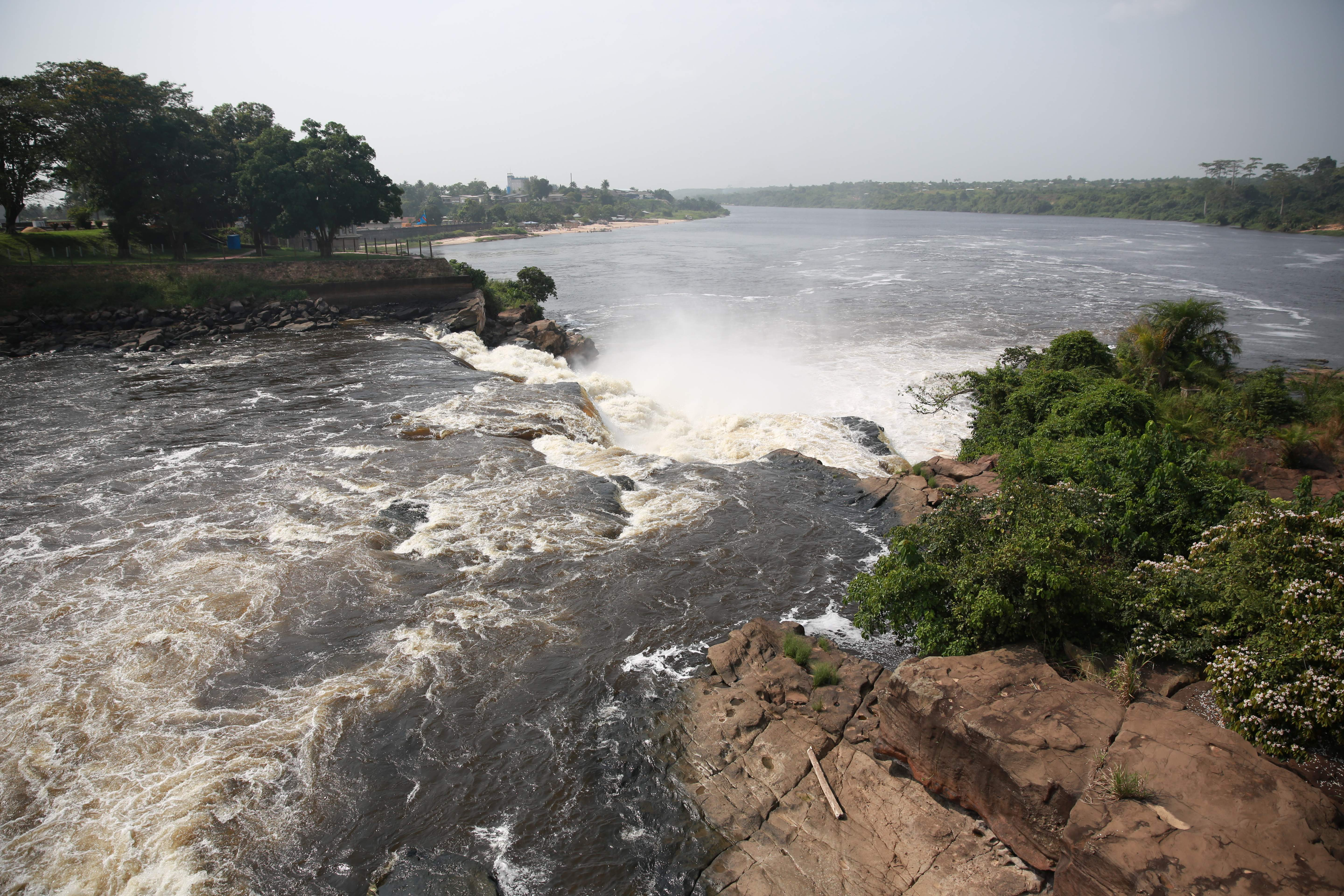
Cascadas del río Tshopo

La capital provincial es la ciudad de Kisangani. Los territorios son:
- Bafwasende
- Banalia
- Basoko
- Isangi
- Opala
- Ubundu
- Yahuma

## Historia
De 1963 a 1966, el área se constituyó como la provincia de Alto Congo. Se fusionó con la provincia Oriental en 1966 y formó, por separado, el distrito de Tshopo y la ciudad de Kisangani.
El estatus provincial se reinstauró en 2015, formándose desde el distrito de Tshopo y la ciudad de Kisangani.